# East Gippsland Shire
East Gippsland Shire is een Local Government Area (LGA) in Australië in de staat Victoria. East Gippsland Shire telt 42.075 inwoners. De hoofdplaats is Bairnsdale.